# داناونت (آلاباما)
داناونت (به انگلیسی: Dunnavant) شهرکی در شهرستان شلبی ایالت آلاباما است که مساحت آن ۴۸٫۴۶ کیلومترمربع است و در سرشماری سال ۲۰۱۰ میلادی، ۹۸۱ نفر جمعیت داشته و تراکم جمعیتی آن، ۲۰٫۲۴ در کیلومترمربع بوده است.